# Капустин, Михаил Борисович
Михаил Борисович Капустин(род. 1980, Оренбург, СССР) — главный либеральный раввин Словакии, член восточного и центрально-европейского Бейт-Дина.

## Биография
Михаил Капустин родился в 1980 году в Оренбурге в семье учительницы и офицера ВМФ. В детстве жил с семьёй в Поти. В 1991 году  семья, спасаясь от гражданской войны в Грузии, переехала в Керчь (Крым).
В 2000 году Михаил Капустин поступил в Leo Baeck College в Лондоне — институт подготовки прогрессивных раввинов, в котором проучился пять лет, включая год в Израилe.
В июле 2005 года получил смиху раввина, а также степень магистра по еврейским наукам.
С 2005 по 2007 год был либеральным раввином Харькова.
С 2007 по март 2014 года главный либеральный раввин Крыма.
С июня 2014 года главный либеральный раввин Словакии.

## Семья
- Супруга — Марина Капустина, юрист.
- Двое детей: дочь Ханна и сын Барух.